# 미이mie
미이mie(일본어: 未唯mie, 1958년 3월 9일 ~ )는 일본의 가수, 배우이다.

## 약력
토요바 고등학교 졸업.
1976년 핑크 레이디로 빅터 음악산업, T&C 뮤직에서 메이저 데뷔를 하며 수많은 히트곡을 내고 일세를 풍미했다. 1981년 그룹 해산 후 솔로 가수 외에 탤런트, 여배우 등 폭넓게 활약. 핑크 레이디는 여러 번 재결성되었다.
1984년에는, TBS계 드라마 「불량 소녀라고 불려」의 주제가가 된 「NEVER」가 대히트.
1998년부터는 애니메이션 탈 패밀리의 애니메이션 탈 레이디로서도 활동. 그것이 계기로 애니메탈의 프로듀서·佃淳三(츠쿠다·준조)와 결혼했지만 2004년에 이혼.
최근에는 홀 공연이나 디너쇼만이 아니라 소규모 객석수의 라이브하우스 등에서도 많이 공연을 하고 있다.

## 출연
- 불타라!! 로보콘 - 쿠리하라 미츠코 역